# تهديد رقمي
التهديد (أمن الحاسوب) هو احتمالية وقوع حدث أو فعل سلبي يؤدي إلى تأثير غير مرغوب به على نظام معلوماتي أو تطبيق حاسوبي، ويكون ذلك ممكن نتيجة وجود ثغرة أمنية في النظام. لا يمثل التهديد الضرر نفسه، وإنما هو احتمال حدوثه، وقد يكون مقصود أو غير مقصود. بينما الهجوم السيبراني هو حدوث الفعل تماما

## تعريفات معيارية
عدد من الهيئات والمراجع التقنية تقدم تعريفات معيارية لمفهوم "التهديد الرقمي":
- معهد المعايير الوطني الأمريكي (NIST): أي ظرف أو حدث يحتمل أن يؤثر سلبًا على عمليات المؤسسة، أصولها، سمعتها أو أفرادها، من خلال نظام معلومات، وذلك عبر الوصول غير المصرح به، أو التدمير، أو الكشف، أو التعديل للمعلومات، و/أو تعطيل الخدمة.[2]

- وكالة الأمن السيبراني الأوروبية (ENISA): أي ظرف أو حدث قد يؤثر سلبًا على أصل (Asset) من خلال الوصول غير المصرح به، أو التدمير، أو الكشف، أو التعديل، أو تعطيل الخدمة.[3]

- The Open Group: أي شيء قادر على إحداث ضرر لأصل أو مؤسسة، مثل الكوارث الطبيعية، الجهات الخبيثة، الأخطاء البشرية أو الأعطال التقنية.[4]

- FAIR Framework: التهديد هو أي كيان (شخص، مادة، حدث...) قادر على التأثير في أصل بطريقة تؤدي إلى خسارة.[5]

## الفرق بين التهديد والهجوم
هناك بعض الفروقات بين الهجوم السيبراني والتهديد الرقمي من حيث:
| المفهوم          | التهديد (Threat)  | الهجوم (Attack)         |
| ---------------- | ----------------- | ----------------------- |
| التعريف          | احتمال حدوث ضرر   | تنفيذ فعلي للضرر        |
| التوقيت          | يسبق الفعل        | يحدث عند استغلال الثغرة |
| العلاقة بالثغرات | يعتمد عليها وجودًا | يستغلها عمليًا           |

## تصنيفات التهديدات
يمكن تصنيف التهديدات حسب مصدرها أو طبيعتها كما يلي:
- بشرية – مقصودة: مثل الاختراق، التجسس الرقمي، الهندسة الاجتماعية.
- بشرية – غير مقصودة: مثل الحذف غير المتعمد للبيانات أو خطأ في تكوين الخوادم.
- بيئية – طبيعية: مثل الزلازل، الفيضانات، الحرائق.
- بيئية – صناعية: مثل انقطاع الكهرباء أو فشل في الأجهزة.[8]

## أمثلة على تهديدات شائعة
- برمجيات الفدية
- التصيد الاحتيالي

## وصلات خارجية
- FIPS 200 - NIST
- ENISA Threat Landscape 2022
- The Open Group
- FAIR Institute